# Russellville (Missouri)
|  | Dieser Artikel wurde aufgrund von inhaltlichen Mängeln auf der Qualitätssicherungsseite des Projektes USA eingetragen. Hilf mit, die Qualität dieses Artikels auf ein akzeptables Niveau zu bringen, und beteilige dich an der Diskussion! Folgende Mängel sollten behoben werden, bevor diese Markierung entfernt werden kann: 2 Sätze (existiert, hatte Einwohner), IB - Rest fehlt |

Russellville ist eine Ortschaft im Cole County im US-Bundesstaat Missouri. Laut Volkszählung im Jahr 2020 hatte sie eine Einwohnerzahl von 778 auf einer Fläche von 2,1 km². Die Bevölkerungsdichte liegt bei 376 Einwohnern je km².